# Frank Stallone
Frank P. Stallone, Jr. (født 30. juli 1950) er en amerikansk skuespiller, sanger/guitarist og Golden Globe og Grammy Award-nominerede sangskriver. Han har optrådt i mange Hollywood-film og på tv. Han er lillebror til Sylvester Stallone.

## Diskografi
- Frank Stallone (1985)
- Day in Day Out (1991)
- Close Your Eyes (1993)
- Soft and Low (1999)
- Full Circle (2000)
- Frankie and Billy (2002)
- Stallone on Stallone – By Request (2002)
- In Love In Vain (2003)
- Songs From the Saddle (2005)
- Let Me Be Frank With You (2010)